# E.T. (dal)
Az E.T. Katy Perry amerikai énekesnő negyedik kislemeze a Teenage Dream című albumáról. A dalszöveget Katy Perry, Lukasz Gottwald, Max Martin és Joshua Coleman írták, a produceri munkákat Dr. Luke, Ammo és Max Martin látták el.
A dalhoz készült videóklipet 2011. március 31-én mutatták be, melyet Floria Sigismondi rendezett.

## Számlista
- Digitális letöltés[1]

1. "E.T." (közreműködik Kanye West) – 3:51

- Remix EP – digitális letöltés[2]

1. "E.T." (Tiësto Remix – Club Edit) – 7:10
2. "E.T." (Benny Benassi Radio Edit) – 3:20
3. "E.T." (Dave Audé Remix – Radio Edit) – 3:38
4. "E.T." (Noisia Remix) – 3:53
5. "E.T." (Johnson Somerset & John Monkman Remix) – 9:49

- CD kislemez (Német kiadás)[3]

1. "E.T." (közreműködik Kanye West) – 3:49
2. "E.T." (Tiësto Radio Edit) – 4:03

- Remix EP (Német kiadás)– digitális letöltés[4]

1. "E.T." (közreműködik Kanye West) – 3:51
2. "E.T." (Tiësto Remix – Club) – 7:10
3. "E.T." (Benny Benassi Radio Edit) – 3:20
4. "E.T." (Dave Audé Remix – Radio Edit) – 3:38
5. "E.T." (Noisia Remix) – 3:53
6. "E.T." (Johnson Somerset & John Monkman Remix) – 9:49

## Megjelenések
| Ország                    | Megjelenés dátuma   | Formátum                                | Kiadó           | Forrás |
| ------------------------- | ------------------- | --------------------------------------- | --------------- | ------ |
| Amerikai Egyesült Államok | 2010. augusztus 17. | Promóciós kislemez – digitális letöltés | Capitol Records | [ 5 ]  |
| Egyesült Királyság        | 2011. február 16.   | Kislemez, digitális letöltés            | Capitol Records | [ 6 ]  |
| Amerikai Egyesült Államok | 2011. február 16.   | Kislemez, digitális letöltés            | Capitol Records | [ 1 ]  |
| Amerikai Egyesült Államok | 2011. március 1.    | Mainstream és Rhythmic radio            | Capitol Records | [ 7 ]  |
| Ausztrália                | 2011. március 4.    | Remix EP – digitális letöltés           | Capitol Records | [ 8 ]  |
| Belgium                   | 2011. március 4.    | Remix EP – digitális letöltés           | Capitol Records | [ 9 ]  |
| Új-Zéland                 | 2011. március 4.    | Remix EP – digitális letöltés           | Capitol Records | [ 10 ] |
| Amerikai Egyesült Államok | 2011. március 8.    | Remix EP – digitális letöltés           | Capitol Records | [ 2 ]  |
| Egyesült Királyság        | 2011. március 14.   | Remix EP – digitális letöltés           | Capitol Records | [ 11 ] |
| Németország               | 2011. március 18.   | CD kislemez                             | Capitol Records | [ 12 ] |
| Németország               | 2011. március 18.   | Remix EP – digitális letöltés           | Capitol Records | [ 4 ]  |
| Egyesült Királyság        | 2011. április 3.    | CD kislemez                             | Capitol Records | [ 13 ] |
| Amerikai Egyesült Államok | 2011. április 11.   | Hot/Modern/AC airplay                   | Capitol Records | [ 14 ] |